# Geçitkale Air Base
Geçitkale Air Base är en flygplats i Turkiska Republiken Nord Cypern.   Den ligger i distriktet Eparchía Ammochóstou, i den östra delen av landet, 30 km öster om huvudstaden Nicosia. Geçitkale Air Base ligger 45 meter över havet. Den ligger på ön Cypern.
Terrängen runt Geçitkale Air Base är platt.Trakten runt Geçitkale Air Base är ganska glesbefolkad, med 25 invånare per kvadratkilometer. Trakten runt Geçitkale Air Base består till största delen av jordbruksmark.
Medelhavsklimat råder i trakten. Årsmedeltemperaturen i trakten är 23 °C. Den varmaste månaden är juli, då medeltemperaturen är 34 °C, och den kallaste är januari, med 10 °C. Genomsnittlig årsnederbörd är 450 millimeter. Den regnigaste månaden är december, med i genomsnitt 99 mm nederbörd, och den torraste är augusti, med 1 mm nederbörd.